# Festa de São Sebastião (Caraúbas)
A Tradicional Festa de São Sebastião, ou Festa de Janeiro como é conhecida, é uma das celebrações mais tradicionais do município de Caraúbas/RN,  realizada anualmente entre os dias 10 e 20 de janeiro celebrando as festividades alusivas ao padroeiro do município, reunindo fiéis, devotos e visitantes para homenagear São Sebastião com uma intensa programação religiosa e cultural.. As festividades incluem novenas, missas, procissões, cavalgada, quermesses, feirinhas, maratonas e momentos de devoção, além da parte social onde acontecem shows com atrações regionais e nacionais que movimentam a cidade e toda região. A festa é um símbolo de fé e tradição, fortalecendo o espírito comunitário e a cultura local. Durante as festividades acontece a tradicional Alvorada que tem início ás 5h00 da madrugada sendo sucedida por a Salva a São Sebastião, que ocorre no adro da matriz ao meio dia ao som da Banda de Música Maestro Joaquim Amâncio, reunindo vários devotos e simpatizantes.
As festividades tem grande impacto religioso e cultural em toda região oeste potiguar, atraindo turistas e devotos de cidades vizinhas e até mesmo outros estados. Já passaram pelo palco da festa nomes como Matheus & Kauan, Matuê, Geraldo Azevedo, Henry Freitas, Bell Marques, Raça Negra, Calcinha Preta, Xand Avião, Dorgival Dantas dentre outros.

## Impacto Econômico
Na edição de 2025, a Federação do Comércio de Bens, Serviços e Turismo do Rio Grande do Norte (Fecomércio RN) realizou uma pesquisa onde constatou-se que a edição movimentou R$ 32 milhões.  A pesquisa ainda revelou que 86% dos empresários ouvidos relataram que o evento – que reúne manifestações religiosas, culturais e turísticas – traz impacto positivo para os negócios, reforçando o papel estratégico da festa no dinamismo econômico local. 